# 2805 Kalle
2805 Kalle (1941 UM) là một tiểu hành tinh vành đai chính do Liisi Oterma phát hiện tại Turku ngày 15.10.1941.